# Flugplatz Ingelfingen-Bühlhof

i7
i11
i13
Der Flugplatz Ingelfingen-Bühlhof (ICAO-Code: EDGI) ist ein Sonderlandeplatz im Hohenlohekreis. Er ist für Segelflugzeuge, Motorsegler, Ultraleichtflugzeuge und Motorflugzeuge mit einem zulässigen Höchstgewicht von bis zu 2,5 Tonnen sowie für Hubschrauber mit einem zulässigen Höchstgewicht von bis zu 5,7 Tonnen zugelassen.

## Unfälle
Am 25. Mai 2008 versuchte der Pilot eines Segelflugzeugs vom Typ Neukom Elfe S4 einer Hochspannungsleitung auszuweichen. Dabei sackte das Flugzeug durch und es kam zur Bodenberührung einer Tragfläche. Daraufhin prallte die Maschine hart auf den Boden und der Pilot wurde schwer verletzt.